# Rajd Bułgarii 2000
Rajd Bułgarii 2000 (31. Rally Albena) – 31. edycja rajdu samochodowego Rajd Bułgarii rozgrywanego w Bułgarii. Rozgrywany był od 19 do 21 maja 2000 roku. Była to piętnasta runda Rajdowych Mistrzostw Europy w roku 2000 (rajd miał najwyższy współczynnik – 20) oraz pierwsza runda Rajdowych Mistrzostw Bułgarii. Składał się z 28 odcinków specjalnych.

## Klasyfikacja rajdu
| Miejsce                          | Kierowca                     | Pilot                        | Samochód                     | Czas                         | Strata                       |                              |
| Klasyfikacja generalna i ERC     | Klasyfikacja generalna i ERC | Klasyfikacja generalna i ERC | Klasyfikacja generalna i ERC | Klasyfikacja generalna i ERC | Klasyfikacja generalna i ERC | Klasyfikacja generalna i ERC |
| -------------------------------- | ---------------------------- | ---------------------------- | ---------------------------- | ---------------------------- | ---------------------------- | ---------------------------- |
| 1.                               | Bruno Thiry                  | Stéphane Prévot              | Citroën Xsara Kit Car        | 2:29:58.4                    | 0.0                          |                              |
| 2.                               | Henrik Lundgaard             | Jens-Christian Anker         | Toyota Corolla WRC           | 2:30:03.5                    | +5.1                         |                              |
| 3.                               | Jasen Popow                  | Dilan Popow                  | Toyota Celica GT-Four        | 2:34:43.2                    | +4:44.8                      |                              |
| 4.                               | Leszek Kuzaj                 | Andrzej Górski               | Toyota Corolla WRC           | 2:35:02.7                    | +5:04.3                      |                              |
| 5.                               | Dimityr Iliew                | Petyr Siwov                  | Peugeot 306 Maxi             | 2:35:44.3                    | +5:45.9                      |                              |
| 6.                               | Ettore Baita                 | Enrico Brazzoli              | Toyota Corolla WRC           | 2:38:31.0                    | +8:32.6                      |                              |
| 7.                               | Tichomir Złatkow             | Wioleta Nikołczewa           | Toyota Celica GT-Four        | 2:42:24.8                    | +12:26.4                     |                              |
| 8.                               | Jindřich Štolfa              | Miroslav Fanta               | Ford Escort Kit Car          | 2:44:48.3                    | +14:49.9                     |                              |
| 9.                               | Iwan Marinow                 | Stefan Czołakow              | Mitsubishi Lancer Evo VI     | 2:50:49.7                    | +20:51.3                     |                              |
| 10.                              | Nikołaj Paunow               | Boris Michajłow              | Ford Escort RS Cosworth      | 2:53:45.0                    | +23:46.6                     |                              |
| Klasyfikacja mistrzostw Bułgarii |                              |                              |                              |                              |                              |                              |
| 1.                               | Jasen Popow                  | Dilan Popow                  | Toyota Celica GT-Four        | 2:34:43.2                    | -                            |                              |
| 2.                               | Dimityr Iliew                | Petyr Siwow                  | Peugeot 306 Maxi             | 2:35:44.3                    | +1:01.1                      |                              |
| 3.                               | Tichomir Złatkow             | Wioleta Nikołczewa           | Toyota Celica GT-Four        | 2:42:24.8                    | +7:41.6                      |                              |
| 4.                               | Iwan Marinow                 | Stefan Czołakow              | Mitsubishi Lancer Evo VI     | 2:50:49.7                    | +16:06.5                     |                              |
| 5.                               | Nikołaj Paunow               | Boris Michajłow              | Ford Escort RS Cosworth      | 2:53:45.0                    | +19:01.8                     |                              |